# دينا ناصر
دينا ناصر هي منتجة ومخرجة فلسطينية، تقيم وتعمل في العاصمة عمان. درست الماجستير في صناعة الأفلام الوثائقية في لشبونة وبودابست وبروكسل، وحصلت على إجازة في الفنون الإعلانية والتواصل البصري عام 2003. بدأت حياتها المهنية في صناعة الأفلام وشاركت في إنتاجات تلفزيونية مثل مسلسل شارع السمسم وإنتاجات سينمائية مثل "The Cut" للمخرج فاتح آكين وفيلم "إنشالله" بإخراج أناييس باربو لافاليت.

## أفلامها
تستلهم دينا ناصر أفكارها من القصص اليومية للأشخاص العاديين ومن الأحداث في فلسطين ومن أفلامها:
- فيلم شامية عام 2011.
- فيلم أرواح شريرة وجاء على مرحلتين إنتاج (2012-2019)، تم تصويره في مخيم الزعتري في الأردن.
- فيلم دقيقة واحدة عام 2014.
- فيلم Sea Wash عام 2016.

## المشاركات والجوائز
شاركت دينا في مهرجانات عالمية مثل مهرجان الفيلم القصير المتوسطي بطنجة، ومهرجان روتردام السينمائي الدولي، ومهرجان الفيلم العربي في برلين، ومهرجان القاهرة الدولي لسينما المرأة عام 2017، وفي المدرسة الصيفية لأكاديمية مهرجان أمستردام الدولي للأفلام الوثائقية عام 2017، والمشاركة في معرض "حدود أوروبا" في مدينة بلباو في إسبانيا عام 2017، وفي مهرجان "شنيت" للأفلام في القاهرة عام 2017. وحصلت على العديد من الجوائز منها:
- جائزة الجمهور في مهرجان "صُنِع في المتوسط".
- جائزة لجنة التحكيم لأفضل فيلم وثائقي قصير في مهرجان الفيلم الأوروبي في الأردن.
- تمويل النسخة الطويلة من مؤسسة الدوحة للأفلام وصندوق بيرثا التابع لمهرجان أمستردام الدولي للأفلام الوثائقية IDFA والصندوق العربي للثقافة والفنون والهيئة الملكية الأردنية للأفلام.
- جائزة الإنتاج الموسيقي في برنامج مالمو للأفلام في مرحلة ما بعد الانتاج عام 2016.
- جائزة تصحيح الألوان في ورشة "تكميل" التابعة لمهرجان أيّام قرطاج السينمائية عام 2016.

- جائزة الجمهور في مهرجان "Perso-Perugia" للأفلام الاجتماعية.
- جائزة أفضل فيلم قصير في مهرجان "نظرة" للأفلام الفلسطينية القصيرة.